# Secretario general del Partido del Trabajo de Corea
El secretario general del Partido del Trabajo de Corea fue, tradicionalmente, el máximo dirigente en la estructura orgánica partidaria de Corea del Norte. Hasta 1966 el líder del Comité Central del Partido del Trabajo de Corea (PTC) era el presidente del Comité Central. Ese año, un Congreso del Partido reformó su estructura, pasando a denominar el puesto de máximo dirigente como secretario general.
Pese a su muerte, en la actualidad Kim Jong-il sigue siendo considerado como "secretario general eterno del PTC" a modo de homenaje, según unos, y culto a la personalidad, según otros. Por ello, para el cargo que ejerce el poder de facto en el Partido del Trabajo de Corea, se restableció el puesto de Presidente del PTC, para el que fue elegido Kim Jong-un en 2016.

## Partido Comunista de Corea

### Secretario general del Comité Central
| Nombre      | Periodo                                   | Biografía                                          |
| ----------- | ----------------------------------------- | -------------------------------------------------- |
| Kim Il-sung | 30 de junio de 1925 - 30 de junio de 1949 | 15 de abril de 1912 - 8 de julio de 1994 (82 años) |

## Partido del Trabajo de Corea

### Secretario General del Comité Central del PTC
| Nombre                                               | Cargo                        | Período                                                                               | Biografía                                          |
| ---------------------------------------------------- | ---------------------------- | ------------------------------------------------------------------------------------- | -------------------------------------------------- |
| Kim Il-sung                                          | PresidenteSecretario general | 30 de junio de 1949 - 11 de octubre de 196612 de octubre de 1966 - 8 de julio de 1994 | 15 de abril de 1912 - 8 de julio de 1994 (82 años) |
| Vacante: (8 de julio de 1994 - 8 de octubre de 1997) |                              |                                                                                       |                                                    |

### Secretario General del Partido del Trabajo de Corea
| Nombre                                                   | Cargo                                         | Período | Biografía                                                 |
| -------------------------------------------------------- | --------------------------------------------- | --- | --------------------------------------------------------- |
| Kim Jong-il                                              | Secretario General                            | 8 de octubre de 1997 - 17 de diciembre de 2011                                                               | 16 de febrero de 1941 - 17 de diciembre de 2011 (70 años) |
| Vacante: (17 de diciembre de 2011 - 11 de abril de 2012) |                                               | |                                                           |
| Kim Jong-un                                              | Primer secretarioPresidenteSecretario general | 11 de abril de 2012 - 9 de mayo de 20169 de mayo de 2016 - 21 de enero de 202121 de enero de 2021 - presente | 8 de enero de 1983 (40 años)                              |

- Datos: Q707631